# Игњатовић против Гебелса
Игњатовић против Гебелса је југословенски филм из 1975. године. Режирао га је Драгослав Лазић, а сценарио је писао Душан Савковић.

## Радња
Филм говори о младом часовничару Александру Игњатовићу (1915—1941) кога је Гестапо стрељао након што су га фолксдојчери код којих је радио пријавили због антинацистичких ставова.

## Улоге
| Глумац                     | Улога                |
| -------------------------- | -------------------- |
| Раде Вукотић               | Александар Игњатовић |
| Бранко Ђурић               |                      |
| Милка Лукић                | Јелисавета Милић     |
| Живка Матић                |                      |
| Никола Милић               |                      |
| Драгољуб Гула Милосављевић |                      |
| Снежана Савић              | Ружа                 |
| Михајло Викторовић         |                      |
| Милан Панић                | Водитељ у кабареу    |
| Мида Стевановић            | Михаел Шумахер       |
| Бошко Пулетић              | Немачки војник       |

## Занимљивости
Српска глумица и естрадна уметница Снежана Савић своју прву улогу на телевизији одиграла је управо у овом филму.